# 누구 (영화)
《누구》(일본어: 何者)는 아카이 료의 일본 청춘 소설이다.
2012년 11월 30일에 신초샤에서 발간. 제148회 나오키상 수상작. 2016년 10월 15일에 영화화 작품이 공개됐다. 2017년 가을무렵에는 무대화되었다.

## 영화
동명의 영화 작품이 2016년 10월 15일에 공개되었다. 감독·각본은 미우라 다이스케가 담당했다.

### 출연
- 니노미야 타카토 - 사토 타케루
- 타나베 미즈키 - 아리무라 카스미
- 코바야카와 리카 - 니카이도 후미
- 카미야 코타로 - 스다 마사키
- 미야모토 타카요시 - 오카다 마사키
- 사와 선배 - 야마다 타카유키
- OVER MUSIC의 멤버 - 타이헤이, 오치 더 펑크

### 스태프
- 원작 - 아사이 료 〈누구〉 (신초샤 문고)
- 감독·각본 - 미우라 다이스케
- 음악 - 나카타 야스타카
- 주제가 - 나카타 야스타카 〈NANIMONO〉 (feat. 요네즈 켄시)」(워너 뮤직 재팬)
- 삽입곡 - 와스레란네에요 - 〈俺よ届け〉〈まだ知らない世界〉, LAMP IN TERREN 〈pellucid〉, Rhythmic Toy World 〈あの日見た青空はきっと今日に続いている〉
- 제작 - 이치카와 미나미
- 공동 제작 - 하타나카 타츠히로, 나카무라 리이치로, 유미야 세이호, 이치무라 유이치, 다카하시 마코토, 요시카와 에이사쿠, 사카모토 켄, 아라나미 슈
- 이그제큐티브 프로듀서 - 야마우치 아키히로
- 기획·프로듀서 - 카와무라 겐
- 프로듀서 - 이시구로 히로야키
- 촬영 - 소마 다이스케
- 녹음 - 카토 야마토
- 조명 - 사토 코타
- 미술 - 코지마 신스케
- 스크립터 - 다구치 료코
- 편집 - 호가키 준노스케
- 음향 효과 - 코지마 아야
- 기획 협력 - 오샤
- 배급 - 도호
- 제작 프로덕션 - 도호 영화
- 제작 - 영화 〈누구〉 제작위원회 (도호, 아뮤즈 덴츠, JR동일본 기획, 아사히 신문사, KDDI 일본 출판 판매, 로손 HMV 엔터테인먼트, GYAO)

### 수상
- 제29회 닛칸 스포츠 영화 대상 이시하라 유지로 신인상 (아리무라 카스미 《나츠미의 반딧불》과 함께 수상)

## 무대
2017년 쟈니스 주니어의 아베 아란 (Love-tune)의 주연으로 무대화. 도쿄 텐노주 은하극장에서 11월 25일부터 12월 10일까지 상연 되었다.